# Bunnings NPC 2024
Bunnings NPC 2024 – dziewiętnasta edycja National Provincial Championship, mistrzostw nowozelandzkich prowincji w rugby union, a czterdziesta dziewiąta ogółem. Zawody odbyły się w dniach 9 sierpnia – 26 października 2024.
Na początku marca 2024 ogłoszono, że sponsor tytularny zawodów przedłużył umowę o kolejne dwa lata, kilka dni później ogłoszono terminarz rozgrywek. Ich format pozostał bez zmian, a drużyny były rozstawione według wyników z sezonu 2023. Czternaście uczestniczących zespołów rywalizowało w pierwszej fazie w ramach jednej grupy, rozgrywając po pięć spotkań "u siebie" i "na wyjeździe", łącznie dziesięć spotkań (rozstawione jako nieparzyste sześć między sobą i cztery z rozstawionymi jako parzyste i vice versa), następnie czołowa ósemka awansowała do ćwierćfinałów. Zwycięzca meczu zyskiwał cztery punkty, za remis przysługiwały dwa punkty, porażka nie była punktowana, a zdobycie przynajmniej czterech przyłożeń lub przegrana nie więcej niż siedmioma punktami premiowana była natomiast punktem bonusowym. W przypadku tej samej liczby punktów przy ustalaniu pozycji w grupie brane były pod uwagę kolejno następujące kryteria: wynik bezpośredniego meczu między zainteresowanymi drużynami, lepsza różnica punktów zdobytych i straconych we wszystkich meczach grupowych, wyższa liczba zdobytych przyłożeń, ostatecznie zaś rzut monetą. 
Po zakończeniu każdej kolejki publikowano jej podsumowanie. Do pierwszego w swej historii finału (jedyny triumf w NPC odniósł w 1976, gdy były rozgrywane jedynie systemem kołowym) awansował zespół Bay of Plenty, w nim uległ jednak pod dogrywce drużynie Wellington. Najwięcej punktów (137) w sezonie zdobył Tane Edmed, w klasyfikacji przyłożeń z dziesięcioma zwyciężył zaś Kade Banks. Spośród nominowanych trzech zawodników najlepszym w tej edycji został uznany Timoci Tavatavanawai.

## Faza grupowa
| 9 sierpnia 202417:35 | Taranaki | 31:15 | Counties Manukau | Yarrow Stadium, New Plymouth Sędzia: Stu Curran |
| 9 sierpnia 202417:35 |          | 31:15 |                  | Yarrow Stadium, New Plymouth Sędzia: Stu Curran |

| 9 sierpnia 202419:35 | Auckland | 21:29 | Wellington | Eden Park, Auckland Sędzia: Mike Winter |
| 9 sierpnia 202419:35 |          | 21:29 |            | Eden Park, Auckland Sędzia: Mike Winter |

| 10 sierpnia 202414:05 | Canterbury | 34:21 | Northland | Apollo Projects Stadium, Christchurch Sędzia: Jackson Henshaw |
| 10 sierpnia 202414:05 |            | 34:21 |           | Apollo Projects Stadium, Christchurch Sędzia: Jackson Henshaw |

| 10 sierpnia 202414:05 | Southland | 22:13 | Otago | Rugby Park Stadium, Invercargill Sędzia: James Doleman |
| 10 sierpnia 202414:05 |           | 22:13 |       | Rugby Park Stadium, Invercargill Sędzia: James Doleman |

| 10 sierpnia 202416:35 | Waikato | 21:36 | Bay of Plenty | FMG Stadium Waikato, Hamilton Sędzia: Angus Mabey |
| 10 sierpnia 202416:35 |         | 21:36 |               | FMG Stadium Waikato, Hamilton Sędzia: Angus Mabey |

| 11 sierpnia 202414:05 | North Harbour | 32:41 | Hawke's Bay | North Harbour Stadium, Auckland Sędzia: Ben O'Keeffe |
| 11 sierpnia 202414:05 |               | 32:41 |             | North Harbour Stadium, Auckland Sędzia: Ben O'Keeffe |

| 11 sierpnia 202416:35 | Manawatu | 21:54 | Tasman | Central Energy Trust Arena, Palmerston North Sędzia: Dan Waenga |
| 11 sierpnia 202416:35 |          | 21:54 |        | Central Energy Trust Arena, Palmerston North Sędzia: Dan Waenga |

| 14 sierpnia 202419:05 | Bay of Plenty | 44:31 | Counties Manukau | Rotorua International Stadium, Rotorua Sędzia: Marcus Playler |
| 14 sierpnia 202419:05 |               | 44:31 |                  | Rotorua International Stadium, Rotorua Sędzia: Marcus Playler |

| 16 sierpnia 202419:05 | Otago | 27:25 | Auckland | Forsyth Barr Stadium, Dunedin Sędzia: Jackson Henshaw |
| 16 sierpnia 202419:05 |       | 27:25 |          | Forsyth Barr Stadium, Dunedin Sędzia: Jackson Henshaw |

| 17 sierpnia 202414:05 | Northland | 35:18 | Manawatu | Semenoff Stadium, Whangarei Sędzia: Angus Mabey |
| 17 sierpnia 202414:05 |           | 35:18 |          | Semenoff Stadium, Whangarei Sędzia: Angus Mabey |

| 17 sierpnia 202414:05 | Tasman | 22:7 | Canterbury | Trafalgar Park, Nelson Sędzia: James Doleman |
| 17 sierpnia 202414:05 |        | 22:7 |            | Trafalgar Park, Nelson Sędzia: James Doleman |

| 17 sierpnia 202416:35 | Hawke's Bay | 31:17 | Southland | McLean Park, Napier Sędzia: Stu Curran |
| 17 sierpnia 202416:35 |             | 31:17 |           | McLean Park, Napier Sędzia: Stu Curran |

| 18 sierpnia 202414:05 | Bay of Plenty | 24:20 | North Harbour | Tauranga Domain, Tauranga Sędzia: Jono Bredin |
| 18 sierpnia 202414:05 |               | 24:20 |               | Tauranga Domain, Tauranga Sędzia: Jono Bredin |

| 18 sierpnia 202414:05 | Wellington | 26:19 | Taranaki | Jerry Collins Stadium, Porirua Sędzia: Fraser Hannon |
| 18 sierpnia 202414:05 |            | 26:19 |          | Jerry Collins Stadium, Porirua Sędzia: Fraser Hannon |

| 18 sierpnia 202416:35 | Counties Manukau | 20:26 | Waikato | Navigation Homes Stadium, Pukekohe Sędzia: Ben O'Keeffe |
| 18 sierpnia 202416:35 |                  | 20:26 |         | Navigation Homes Stadium, Pukekohe Sędzia: Ben O'Keeffe |

| 23 sierpnia 202419:05 | Hawke's Bay | 55:30 | Northland | McLean Park, Napier Sędzia: Marcus Playle |
| 23 sierpnia 202419:05 |             | 55:30 |           | McLean Park, Napier Sędzia: Marcus Playle |

| 24 sierpnia 202414:05 | Counties Manukau | 3:48 | Tasman | Navigation Homes Stadium, Pukekohe Sędzia: Mike Winter |
| 24 sierpnia 202414:05 |                  | 3:48 |        | Navigation Homes Stadium, Pukekohe Sędzia: Mike Winter |

| 24 sierpnia 202416:35 | Auckland | 21:27 | Canterbury | Eden Park, Auckland Sędzia: Ben O'Keeffe |
| 24 sierpnia 202416:35 |          | 21:27 |            | Eden Park, Auckland Sędzia: Ben O'Keeffe |

| 24 sierpnia 202419:05 | Southland | 24:39 | Taranaki | Rugby Park Stadium, Invercargill Sędzia: Nick Hogan |
| 24 sierpnia 202419:05 |           | 24:39 |          | Rugby Park Stadium, Invercargill Sędzia: Nick Hogan |

| 25 sierpnia 202414:05 | Otago | 31:26 | Bay of Plenty | Forsyth Barr Stadium, Dunedin Sędzia: Todd Petrie |
| 25 sierpnia 202414:05 |       | 31:26 |               | Forsyth Barr Stadium, Dunedin Sędzia: Todd Petrie |

| 25 sierpnia 202414:05 | Wellington | 39:31 | Manawatu | Jerry Collins Stadium, Porirua Sędzia: Jono Bredin |
| 25 sierpnia 202414:05 |            | 39:31 |          | Jerry Collins Stadium, Porirua Sędzia: Jono Bredin |

| 25 sierpnia 202416:35 | North Harbour | 43:29 | Waikato | North Harbour Stadium, Auckland Sędzia: Paul Williams |
| 25 sierpnia 202416:35 |               | 43:29 |         | North Harbour Stadium, Auckland Sędzia: Paul Williams |

| 28 sierpnia 202419:05 | Canterbury | 21:27 | Hawke's Bay | Apollo Projects Stadium, Christchurch Sędzia: Fraser Hannon |
| 28 sierpnia 202419:05 |            | 21:27 |             | Apollo Projects Stadium, Christchurch Sędzia: Fraser Hannon |

| 30 sierpnia 202419:05 | Northland | 26:31 | Southland | Semenoff Stadium, Whangarei Sędzia: Todd Petrie |
| 30 sierpnia 202419:05 |           | 26:31 |           | Semenoff Stadium, Whangarei Sędzia: Todd Petrie |

| 31 sierpnia 202414:05 | North Harbour | 33:36 | Counties Manukau | North Harbour Stadium, Auckland Sędzia: Maggie Cogger-Orr |
| 31 sierpnia 202414:05 |               | 33:36 |                  | North Harbour Stadium, Auckland Sędzia: Maggie Cogger-Orr |

| 31 sierpnia 202414:05 | Taranaki | 22:18 | Otago | Yarrow Stadium, New Plymouth Sędzia: Mike Winter |
| 31 sierpnia 202414:05 |          | 22:18 |       | Yarrow Stadium, New Plymouth Sędzia: Mike Winter |

| 31 sierpnia 202416:35 | Waikato | 39:21 | Auckland | FMG Stadium Waikato, Hamilton Sędzia: Dan Waenga |
| 31 sierpnia 202416:35 |         | 39:21 |          | FMG Stadium Waikato, Hamilton Sędzia: Dan Waenga |

| 31 sierpnia 202419:05 | Tasman | 34:15 | Bay of Plenty | Lansdowne Park, Blenheim Sędzia: Nick Hogan |
| 31 sierpnia 202419:05 |        | 34:15 |               | Lansdowne Park, Blenheim Sędzia: Nick Hogan |

| 1 września 202414:05 | Canterbury | 21:46 | Wellington | Rangiora Showground Oval, Rangiora Sędzia: Stu Curran |
| 1 września 202414:05 |            | 21:46 |            | Rangiora Showground Oval, Rangiora Sędzia: Stu Curran |

| 1 września 202416:35 | Manawatu | 26:38 | Hawke's Bay | Central Energy Trust Arena, Palmerston North Sędzia: Paul Williams |
| 1 września 202416:35 |          | 26:38 |             | Central Energy Trust Arena, Palmerston North Sędzia: Paul Williams |

| 4 września 202419:05 | Waikato | 34:19 | Northland | FMG Stadium Waikato, Hamilton Sędzia: Jono Bredin |
| 4 września 202419:05 |         | 34:19 |           | FMG Stadium Waikato, Hamilton Sędzia: Jono Bredin |

| 6 września 202419:05 | Bay of Plenty | 68:14 | Manawatu | Rotorua International Stadium, Rotorua Sędzia: Todd Petrie |
| 6 września 202419:05 |               | 68:14 |          | Rotorua International Stadium, Rotorua Sędzia: Todd Petrie |

| 7 września 202414:05 | Auckland | 36:32 | North Harbour | Eden Park, Auckland Sędzia: Fraser Hannon |
| 7 września 202414:05 |          | 36:32 |               | Eden Park, Auckland Sędzia: Fraser Hannon |

| 7 września 202414:05 | Wellington | 36:12 | Southland | Jerry Collins Stadium, Porirua Sędzia: Nick Hogan |
| 7 września 202414:05 |            | 36:12 |           | Jerry Collins Stadium, Porirua Sędzia: Nick Hogan |

| 7 września 202416:35 | Otago | 16:34 | Canterbury | Forsyth Barr Stadium, Dunedin Sędzia: Paul Williams |
| 7 września 202416:35 |       | 16:34 |            | Forsyth Barr Stadium, Dunedin Sędzia: Paul Williams |

| 7 września 202419:05 | Hawke's Bay | 24:25 | Tasman | McLean Park, Napier Sędzia: Angus Mabey |
| 7 września 202419:05 |             | 24:25 |        | McLean Park, Napier Sędzia: Angus Mabey |

| 8 września 202414:05 | Taranaki | 25:19 | Waikato | Yarrow Stadium, New Plymouth Sędzia: Stu Curran |
| 8 września 202414:05 |          | 25:19 |         | Yarrow Stadium, New Plymouth Sędzia: Stu Curran |

| 8 września 202416:35 | Counties Manukau | 25:14 | Northland | Navigation Homes Stadium, Pukekohe Sędzia: Jono Bredin |
| 8 września 202416:35 |                  | 25:14 |           | Navigation Homes Stadium, Pukekohe Sędzia: Jono Bredin |

| 11 września 202419:05 | Otago | 28:32 | Wellington | Forsyth Barr Stadium, Dunedin Sędzia: Marcus Playle |
| 11 września 202419:05 |       | 28:32 |            | Forsyth Barr Stadium, Dunedin Sędzia: Marcus Playle |

| 13 września 202419:05 | Southland | 29:41 | Canterbury | Rugby Park Stadium, Invercargill Sędzia: James Doleman |
| 13 września 202419:05 |           | 29:41 |            | Rugby Park Stadium, Invercargill Sędzia: James Doleman |

| 14 września 202414:05 | Bay of Plenty | 33:20 | Taranaki | Tauranga Domain, Tauranga Sędzia: Jono Bredin |
| 14 września 202414:05 |               | 33:20 |          | Tauranga Domain, Tauranga Sędzia: Jono Bredin |

| 14 września 202416:35 | North Harbour | 58:19 | Manawatu | North Harbour Stadium, Auckland Sędzia: Mike Winter |
| 14 września 202416:35 |               | 58:19 |          | North Harbour Stadium, Auckland Sędzia: Mike Winter |

| 14 września 202419:05 | Waikato | 50:5 | Hawke's Bay | FMG Stadium Waikato, Hamilton Sędzia: Fraser Hannon |
| 14 września 202419:05 |         | 50:5 |             | FMG Stadium Waikato, Hamilton Sędzia: Fraser Hannon |

| 15 września 202414:05 | Counties Manukau | 45:17 | Otago | Navigation Homes Stadium, Pukekohe Sędzia: Angus Mabey |
| 15 września 202414:05 |                  | 45:17 |       | Navigation Homes Stadium, Pukekohe Sędzia: Angus Mabey |

| 15 września 202414:05 | Tasman | 28:15 | Wellington | Lansdowne Park, Blenheim Sędzia: Dan Waenga |
| 15 września 202414:05 |        | 28:15 |            | Lansdowne Park, Blenheim Sędzia: Dan Waenga |

| 15 września 202416:35 | Northland | 17:24 | Auckland | Semenoff Stadium, Whangarei Sędzia: Ben O'Keeffe |
| 15 września 202416:35 |           | 17:24 |          | Semenoff Stadium, Whangarei Sędzia: Ben O'Keeffe |

| 18 września 202419:05 | Manawatu | 26:21 | Southland | Central Energy Trust Arena, Palmerston North Sędzia: Maggie Cogger-Orr |
| 18 września 202419:05 |          | 26:21 |           | Central Energy Trust Arena, Palmerston North Sędzia: Maggie Cogger-Orr |

| 20 września 202419:05 | Hawke's Bay | 19:63 | Taranaki | McLean Park, Napier Sędzia: Marcus Playle |
| 20 września 202419:05 |             | 19:63 |          | McLean Park, Napier Sędzia: Marcus Playle |

| 21 września 202414:05 | Northland | 47:24 | North Harbour | Semenoff Stadium, Whangarei Sędzia: Todd Petrie |
| 21 września 202414:05 |           | 47:24 |               | Semenoff Stadium, Whangarei Sędzia: Todd Petrie |

| 21 września 202419:05 | Canterbury | 36:28 | Counties Manukau | Apollo Projects Stadium, Christchurch Sędzia: Fraser Hannon |
| 21 września 202419:05 |            | 36:28 |                  | Apollo Projects Stadium, Christchurch Sędzia: Fraser Hannon |

| 21 września 202414:05 | Wellington | 30:25 | Bay of Plenty | Sky Stadium, Wellington Sędzia: Angus Mabey |
| 21 września 202414:05 |            | 30:25 |               | Sky Stadium, Wellington Sędzia: Angus Mabey |

| 22 września 202416:35 | Waikato | 25:27 | Tasman | FMG Stadium Waikato, Hamilton Sędzia: Stu Curran |
| 22 września 202416:35 |         | 25:27 |        | FMG Stadium Waikato, Hamilton Sędzia: Stu Curran |

| 22 września 202414:05 | Auckland | 27:19 | Southland | Eden Park, Auckland Sędzia: Jono Bredin |
| 22 września 202414:05 |          | 27:19 |           | Eden Park, Auckland Sędzia: Jono Bredin |

| 22 września 202416:35 | Manawatu | 10:28 | Otago | Central Energy Trust Arena, Palmerston North Sędzia: Dan Waenga |
| 22 września 202416:35 |          | 10:28 |       | Central Energy Trust Arena, Palmerston North Sędzia: Dan Waenga |

| 25 września 202419:05 | Taranaki | 31:25 | North Harbour | Yarrow Stadium, New Plymouth Sędzia: Damian Schneider |
| 25 września 202419:05 |          | 31:25 |               | Yarrow Stadium, New Plymouth Sędzia: Damian Schneider |

| 27 września 202419:05 | Counties Manukau | 51:12 | Wellington | Navigation Homes Stadium, Pukekohe Sędzia: Mike Winter |
| 27 września 202419:05 |                  | 51:12 |            | Navigation Homes Stadium, Pukekohe Sędzia: Mike Winter |

| 28 września 202414:05 | Bay of Plenty | 53:13 | Northland | Tauranga Domain, Tauranga Sędzia: Marcus Playle |
| 28 września 202414:05 |               | 53:13 |           | Tauranga Domain, Tauranga Sędzia: Marcus Playle |

| 28 września 202414:05 | Hawke's Bay | 36:35 | Auckland | McLean Park, Napier Sędzia: Stu Curran |
| 28 września 202414:05 |             | 36:35 |          | McLean Park, Napier Sędzia: Stu Curran |

| 28 września 202416:35 | Otago | 47:31 | Tasman | Forsyth Barr Stadium, Dunedin Sędzia: Todd Petrie |
| 28 września 202416:35 |       | 47:31 |        | Forsyth Barr Stadium, Dunedin Sędzia: Todd Petrie |

| 29 września 202414:05 | North Harbour | 65:19 | Canterbury | North Harbour Stadium, Auckland Sędzia: Angus Gardner |
| 29 września 202414:05 |               | 65:19 |            | North Harbour Stadium, Auckland Sędzia: Angus Gardner |

| 29 września 202414:05 | Southland | 14:38 | Waikato | Rugby Park Stadium, Invercargill Sędzia: Fraser Hannon |
| 29 września 202414:05 |           | 14:38 |         | Rugby Park Stadium, Invercargill Sędzia: Fraser Hannon |

| 29 września 202416:35 | Taranaki | 33:31 | Manawatu | Yarrow Stadium, New Plymouth Sędzia: Paul Williams |
| 29 września 202416:35 |          | 33:31 |          | Yarrow Stadium, New Plymouth Sędzia: Paul Williams |

| 2 października 202419:05 | Tasman | 31:17 | Auckland | Trafalgar Park, Nelson Sędzia: Angus Gardner |
| 2 października 202419:05 |        | 31:17 |          | Trafalgar Park, Nelson Sędzia: Angus Gardner |

| 4 października 202419:05 | Northland | 28:31 | Otago | Semenoff Stadium, Whangarei Sędzia: Angus Mabey |
| 4 października 202419:05 |           | 28:31 |       | Semenoff Stadium, Whangarei Sędzia: Angus Mabey |

| 5 października 202414:05 | Manawatu | 26:45 | Counties Manukau | Massey University, Palmerston North Sędzia: Paul Williams |
| 5 października 202414:05 |          | 26:45 |                  | Massey University, Palmerston North Sędzia: Paul Williams |

| 5 października 202416:35 | Southland | 59:35 | North Harbour | Rugby Park Stadium, Invercargill Sędzia: James Doleman |
| 5 października 202416:35 |           | 59:35 |               | Rugby Park Stadium, Invercargill Sędzia: James Doleman |

| 5 października 202416:35 | Wellington | 46:28 | Hawke's Bay | Sky Stadium, Wellington Sędzia: Todd Petrie |
| 5 października 202416:35 |            | 46:28 |             | Sky Stadium, Wellington Sędzia: Todd Petrie |

| 5 października 202419:05 | Canterbury | 36:19 | Waikato | Apollo Projects Stadium, Christchurch Sędzia: Marcus Playle |
| 5 października 202419:05 |            | 36:19 |         | Apollo Projects Stadium, Christchurch Sędzia: Marcus Playle |

| 6 października 202414:05 | Tasman | 29:42 | Taranaki | Trafalgar Park, Nelson Sędzia: Fraser Hannon |
| 6 października 202414:05 |        | 29:42 |          | Trafalgar Park, Nelson Sędzia: Fraser Hannon |

| 6 października 202416:35 | Auckland | 24:26 | Bay of Plenty | Auckland Grammar School, Auckland Sędzia: Dan Waenga |
| 6 października 202416:35 |          | 24:26 |               | Auckland Grammar School, Auckland Sędzia: Dan Waenga |

## Faza pucharowa
|  |                      |                  |                      |                      |         |               |                      |          |  |  |       |       |       |
|  | Ćwierćfinał          | Ćwierćfinał      | Ćwierćfinał          |                      |         | Półfinał      | Półfinał             | Półfinał |  |  | Finał | Finał | Finał |
|  | Ćwierćfinał          | Ćwierćfinał      | Ćwierćfinał          |                      |         | Półfinał      | Półfinał             | Półfinał |  |  | Finał | Finał | Finał |
|  | 11 października 2024 |                  |                      |                      |         |               |                      |          |  |  |       |       |       |
|  |                      |                  |                      |                      |         |               |                      |          |  |  |       |       |       |
|  | Wellington           | Wellington       | 29                   |                      |         |               |                      |          |  |  |       |       |       |
|  | Wellington           | Wellington       | 29                   | 19 października 2024 |         |               |                      |          |  |  |       |       |       |
|  | Counties Manukau     | Counties Manukau | 14                   |                      |         |               |                      |          |  |  |       |       |       |
|  | Counties Manukau     | Counties Manukau | 14                   |                      |         | Wellington    | Wellington           | 29       |  |  |       |       |       |
|  | 12 października 2024 |                  |                      |                      |         | Wellington    | Wellington           | 29       |  |  |       |       |       |
|  |                      |                  | Waikato              | Waikato              | 24      |               |                      |          |  |  |       |       |       |
|  | Taranaki             | Taranaki         | Waikato              | Waikato              | 24      | 14            |                      |          |  |  |       |       |       |
|  | Taranaki             | Taranaki         |                      |                      |         | 14            | 26 października 2024 |          |  |  |       |       |       |
|  | Waikato              | Waikato          | 15                   |                      |         |               |                      |          |  |  |       |       |       |
|  | Waikato              | Waikato          | 15                   |                      |         | Wellington    | Wellington           | 23 (20)  |  |  |       |       |       |
|  | 12 października 2024 |                  |                      |                      |         | Wellington    | Wellington           | 23 (20)  |  |  |       |       |       |
|  |                      |                  | Bay of Plenty        | Bay of Plenty        | 20 (20) |               |                      |          |  |  |       |       |       |
|  | Bay of Plenty        | Bay of Plenty    | Bay of Plenty        | Bay of Plenty        | 20 (20) | 19            |                      |          |  |  |       |       |       |
|  | Bay of Plenty        | Bay of Plenty    | 19 października 2024 |                      |         | 19            |                      |          |  |  |       |       |       |
|  | Hawke's Bay          | Hawke's Bay      | 17                   |                      |         |               |                      |          |  |  |       |       |       |
|  | Hawke's Bay          | Hawke's Bay      | 17                   |                      |         | Bay of Plenty | Bay of Plenty        | 32       |  |  |       |       |       |
|  | 13 października 2024 |                  |                      |                      |         | Bay of Plenty | Bay of Plenty        | 32       |  |  |       |       |       |
|  |                      |                  | Canterbury           | Canterbury           | 20      |               |                      |          |  |  |       |       |       |
|  | Tasman               | Tasman           | Canterbury           | Canterbury           | 20      | 14            |                      |          |  |  |       |       |       |
|  | Tasman               | Tasman           |                      |                      |         |               |                      |          |  |  |       |       |       |
|  | Canterbury           | Canterbury       | 62                   |                      |         |               |                      |          |  |  |       |       |       |
|  | Canterbury           | Canterbury       | 62                   |                      |         |               |                      |          |  |  |       |       |       |

| 11 października 202419:05 | Wellington | 29:14 | Counties Manukau | Sky Stadium, Wellington Sędzia: Ben O'Keeffe |
| 11 października 202419:05 |            | 29:14 |                  | Sky Stadium, Wellington Sędzia: Ben O'Keeffe |

| 12 października 202419:05 | Taranaki | 14:15 | Waikato | Yarrow Stadium, New Plymouth Sędzia: Marcus Playle |
| 12 października 202419:05 |          | 14:15 |         | Yarrow Stadium, New Plymouth Sędzia: Marcus Playle |

| 12 października 202414:05 | Bay of Plenty | 19:17 | Hawke's Bay | Tauranga Domain, Tauranga Sędzia: James Doleman |
| 12 października 202414:05 |               | 19:17 |             | Tauranga Domain, Tauranga Sędzia: James Doleman |

| 13 października 202414:05 | Tasman | 14:62 | Canterbury | Lansdowne Park, Blenheim Sędzia: Paul Williams |
| 13 października 202414:05 |        | 14:62 |            | Lansdowne Park, Blenheim Sędzia: Paul Williams |

| 19 października 202419:10 | Wellington | 29:24 | Waikato | Sky Stadium, Wellington Sędzia: Angus Mabey |
| 19 października 202419:10 |            | 29:24 |         | Sky Stadium, Wellington Sędzia: Angus Mabey |

| 19 października 202416:10 | Bay of Plenty | 32:20 | Canterbury | Tauranga Domain, Tauranga Sędzia: Ben O'Keeffe |
| 19 października 202416:10 |               | 32:20 |            | Tauranga Domain, Tauranga Sędzia: Ben O'Keeffe |

| 26 października 202415:05 | Wellington | 23:20 | Bay of Plenty | Sky Stadium, Wellington Sędzia: Angus Mabey |
| 26 października 202415:05 |            | 23:20 |               | Sky Stadium, Wellington Sędzia: Angus Mabey |